# I Saw Three Ships
I Saw Three Ships, Roud 700, är en traditionell, populär julsång från England. En variant av dess ursprungsmelodi "Greensleeves", den tidigaste tryckta versionen av "I Saw Three Ships" är från 1600-talet, troligen Derbyshire, och publicerades också av William B. Sandys i Christmas Carols Ancient and Modern (1833).

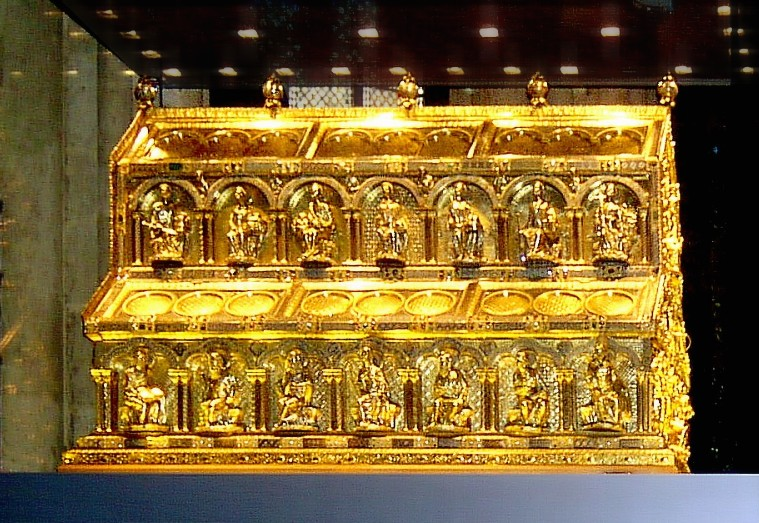
Heliga tre kungars skrin i Kölnerdomen.

I sångtexten nämns tre skepp som seglar till Betlehem, men det närmaste vattendraget där är Döda havet, cirka tre mil från staden. De tre skeppen anses syfta på de tre skepp som förde de påstådda relikerna från de tre vise männen till Kölnerdomen under 1100-talet.

## Arrangemang
I The Oxford Book of Carols finns ett arrangemang av Martin Shaw. I serien Carols for Choirs finns ett arrangemang av Sir David Willcocks. Organisten Simon Preston och tidigare dirigenten för kören i King's College, Cambridge, Sir Philip Ledger, har också skrivit ett arrangemang som kören på senare tid sjungit vid julmusikgudstjänsterna, de så kallade "Nine Lessons and Carols". Sången förekommer också i musikalen Caroline, or Change. Pianisten Jon Schmidt använde den på julalbumet Jon Schmidt Christmas. John Renbourn har gjort ett fritt arrangemang för gitarr. På Nat King Coles julalbum The Magic of Christmas (även känt som "The Christmas Song") från 1960, finns den i ett arrangemang av Ralph Carmichael.
Sången finns på svenska i översättning av Britt G. Hallqvist med titeln "Jag såg tre skepp". Anders Öhrwall har gjort arrangemang för kör och instrument. På svenska spelades sången in första gången 1974 av Kummelbykören på albumet Carols vid Betlehem, med text av Eva Norberg Hagberg.

## Andra versioner
- "I saw three ships come sailing by on New Year's Day" är en 1800-talsversion som handlar om tre söta flickor ombord på skeppet, vilka underhåller under ett bröllop på nyårsdagen.[7]
- "I Saw Three Ships" har även spelats in som ett potpurri av Boston Pops Orchestra och Sting med "O Christmas Tree" och "Here We Come a Caroling" för samlingsalbumet A Very Special Christmas.

### Fotnoter
1. ↑   (på engelska) Christmas carols, ancient and modern, including th most popular in the west of England, and the airs to which the are sung.: Also specimens of French provincial carols. With an introduction and notes by William Sandys.. London. 1833. Libris 2590469
2. ↑  Cecil James Sharp (2008) The Morris Book: With a Description of Dances as Performed by the Morris Men
3. 1 2  Website describing the carol and giving secondary references
4. ↑  Dearmer Percy, Vaughan Williams Ralph, Shaw Martin, red (1928) (på engelska). The Oxford Book of carols. London: Oxford University Press. sid. 36. Libris 10494483
5. ↑   (på engelska) Carols for choirs. London: Oxford Univ. Press. 1961-1980. Libris 8214688
6. ↑  Information i Svensk mediedatabas.
7. ↑  Crane, Walter (1877). The Baby's Opera: A Book of Old Rhymes with New Dresses. Frederick Warne & Co. sid. 18-19. http://www.gutenberg.org/cache/epub/25418/pg25418.txt. Läst 7 oktober 2010